# Kamaldulenserne
Kamaldulenserne (latin Congregatio Monachorum Eremitarum Camaldulensium, "Kongregationen af kamaldulensiske eremitmunke", forkortes O.S.B. Cam.) er en katolsk orden som tilhører Den benediktinske konføderation. Den er baseret på Benedikts regel, og består af både eremitter og koinobitter.
Ordenen blev grundlagt af Romuald af Ravenna i 1012. Den havde oprindeligt to hovedgrene, Avellanerne (efter klosteret Fonte Avellana) og munkene i Camaldoli. Disse blev slået sammen i 1569.
Tolkningen af reglen er svært streng, og munkene lever helt adskilt fra verden. De aflægger også livsvarigt tavshedsløfte.